# Boulogne-sur-Mer
Boulogne-sur-Mer (in piccardo Boulonne, in fiammingo Bonen) è un comune francese di 42 537 abitanti situato nel dipartimento del Passo di Calais nella regione Alta Francia.
Capoluogo della Contea di Boulogne e della regione del Boulonnais, la città ha una lunga storia, che risale all'epoca romana. La vecchia città di Boulogne fu edificata da Giulio Cesare secondo lo schema tradizionale dell'accampamento romano (castrum): uno spazio quadrato, con due vie principali che si incrociavano ad angolo retto, il Cardo maximus e il Decumanus maximus. 
A fianco della Porta Nuova si trova la basilica di Notre-Dame, costruita all'inizio del XIX secolo dal canonico Haffreingue, ispirandosi a S. Pietro in Roma e a St. Paul a Londra. Di rilievo è anche la chiesa di San Nicola, in piazza Dalton, con all'interno un coro del XIII secolo. Le sculture, ancora intatte, sono sopravvissute ai saccheggi avvenuti durante la rivoluzione francese.  
Durante la seconda guerra mondiale, sia i tedeschi che gli alleati preservarono la città vecchia dai bombardamenti, radendo invece al suolo la città bassa ed il porto. Oggi è una delle poche città di Francia che abbia ancora intatte le sue mura. 
Già porto peschereccio e sede industriale, con il declino della pesca e dell'industria metallurgica l'economia si è orientata nel XXI secolo verso il turismo, e la città è oggi considerata la capitale della Côte d'Opale.
Nel territorio comunale il fiume Liane sfocia nella Manica.

## Storia
Il nome dell'antica città di Boulogne-sur-Mer al tempo dell'impero romano era Gesoriacum, sede della flotta romana lungo il canale della Manica. Importante fu il ruolo svolto da questa città durante l'impero di Diocleziano, quando l'allora comandante della flotta, un certo Carausio, si impadronì del potere e si proclamò Augusto della vicina Britannia nel 286.
A partire dal IX secolo Boulogne divenne sede dell'omonima contea. Uno dei suoi conti, Eustachio II, prese parte della conquista dell'Inghilterra nel 1066, e i suoi figli Goffredo e Baldovino furono tra i protagonisti della prima crociata. Durante la guerra dei cent'anni la città fu a lungo contesa tra Inglesi e Francesi. Nel 1544 fu nuovamente espugnata dall'esercito inglese che la occuperà poi per i successivi sei anni. Boulogne tornerà così alla Francia nel 1550, grazie all'esborso di 400 000 corone.
Nel 1805, durante le guerre napoleoniche, Napoleone ammassò presso la città la Grande Armata con l'intento di conquistare l'Inghilterra. Tuttavia, la supremazia della Royal Navy comandata dall'ammiraglio Nelson mandò a monte i suoi piani. Il 17 agosto 1850 il generale argentino José de San Martín morì in una casa di Boulogne.
Allo scoppio della prima guerra mondiale Boulogne divenne uno dei porti impiegati dal British Expeditionary Force per lo sbarco delle truppe sul continente europeo. Durante l'invasione nazista della Francia nel 1940, la città fu difesa strenuamente per tre giorni da un contingente anglo-francese, costretto poi a capitolare. La città rimase sotto occupazione tedesca fino al 22 settembre 1944, quando fu liberata dai reparti della First Canadian Army nel corso dell'operazione Wellhit.

## Manifestazioni
Tra il 7 e il 12 agosto 1905 a Boulogne si svolse il primo congresso internazionale di esperanto, che vide riunirsi 688 esperantisti provenienti da 20 paesi differenti. Il congresso si chiuse con la sottoscrizione della Dichiarazione di Boulogne, pietra miliare della storia dell'esperanto.

## Amministrazione

### Gemellaggi
- Costanza[3]
- Folkestone
- Zweibrücken
- Safi
- La Plata

## Società

### Evoluzione demografica
Abitanti censiti